# Rhadinopsylla altaica
Rhadinopsylla altaica är en loppart som först beskrevs av Wagner 1901.  Rhadinopsylla altaica ingår i släktet Rhadinopsylla och familjen mullvadsloppor. Inga underarter finns listade i Catalogue of Life.